# Шемсеттін Ґюналтай
Мехмет Шемсеттін Ґюналтай (тур. Mehmet Şemsettin Günaltay; 1883, Кемаліє, Османська імперія — 19 жовтня 1961, Стамбул, Туреччина) — турецький історик і державний діяч, прем'єр-міністр Туреччини (1949—1950).

## Біографія
Закінчив фізичний факультет Лозаннського університету, після чого повернувся до Туреччини. Викладав в декількох гімназіях. У цей період познайомився з мислителем, ідеологом пантюркізма Зією Ґьокальпом. Під його впливом почав проводити дослідження з історії Туреччини. У 1914 році викладав на факультеті літератури Імперського університету як професор історії Туреччини і ісламських народів. Пізніше він став деканом факультету теології. З 1914 по 1918 роки був депутатом османського парламенту від Біледжика. Протягом деякого часу був членом і віце-президентом міської ради в Стамбулі. В період Війни за незалежність Туреччини входив в «Товариство по захисту прав Анатолії і Фракії». Обирався депутатом II, III, IV, V, VI, VII і IX складів Великих Національних Зборів Туреччини. У 1949—1950 рр. — прем'єр-міністр Туреччини. Також був керівником Республіканської народної партії в Стамбулі. У 1961 році був обраний сенатором. З 1941 року і до своєї смерті був президентом Турецької історичної організації.